# Остричи
Остричи — деревня в Пудожском районе Республики Карелия Российской Федерации. Входит в состав Пудожского городского поселения.

## География
Расположен к северо-западу от Пудожа, на восточном берегу Заонежского залива Онежского озера.

## Население
Население учитывается в составе пос. Пяльма.

## Инфраструктура
Аэродром.

## Транспорт
Автомобильный и воздушный транспорт.